# آر في كاليبسو
آر في كاليبسو (بالإنجليزية: RV Claypso)‏ سفينة بحث علمي فرنسية كانت سفينة عسكرية بريطانيّة صنعت بسنة 1910م ثم أعيد ترميمها كلياً بعد الحرب العالمية الثانية ليستخدمها عالم الأحياء والمحيطات الفرنسي جاك إيف كوستو  وجال فيها حول العالم بعد أن جهزها بأحدث التقنيات الحديثة ومختبرات البحث العلمي وصور من خلالها أغلب أفلامه الوثائقية على مدى أكثر من أربعين سنة في خمسينات القرن العشرين الميلادي حيث نقل حياة أعماق البحار والمحيطات وكان يظهر شخصياً في تلك الأفلام الوثائقية لعل أشهرها عالم الصمت الذي نال الجائزة الأهم وهي السعفة الذهبية في مهرجان كان السينمائي سنة 1956
استعانت بالسفينة كاليبسو وطاقمها العلمي شركة أبوظبي العاملة في المناطق البحرية «ادما» سنة 1960 بالتوافق مع شركة توتال الفرنسية .وفي 13/1/ 1996 غرقت السفينة في مياه سنغافورة الآسيوية وتم انتشالها ونقلها إلى ميناء كونكارنو غرب فرنسا وبعدة وفاة المستكشف جان إيف كوستو سنة 1997 م انتقلت ملكيتها رسميا إلى جمعية ليكيب كوستو التي تعمل حاليا على ترميمها في حوض شركة بيريو لبناء السفن الفرنسية لكي تبحر خلال سنتين نهاية 2017 م للقيام بالاكتشافات وأبحاث الجديدة حسب وصية الباحث كوستو.